# Albert Tepper
Albert Tepper (New York, 1 juni 1921 - Glendale, 8 juni 2010) is een Amerikaans componist en muziekpedagoog.

## Biografie
Tepper studeerde aan het New England Conservatory in Boston, Massachusetts, onder andere piano bij Antoinett Ward en behaalde zijn Bachelor of Music in 1947 en zijn Master of Music in 1948. Met een studiebeurs van de Fulbright Foundation kon hij verder compositie studeren aan de Universiteit van Edinburgh in Schotland en orkestdirectie bij Hermann Schmeidel aan de Universität für Musik und Darstellende Kunst "Mozarteum" Salzburg in Salzburg, Oostenrijk. 
Van 1947 tot 1950 was hij docent aan het New England Conservatory in Boston, Massachusetts. Aansluitend was hij tot hij met pensioen ging professor voor muziektheorie en muziekliteratuur aan de Hofstra Universiteit in Hempstead, New York. In deze tijd was hij ook dirigent van het harmonieorkest en het symfonieorkest, maar ook hoofd van de theater afdeling.
Hij schreef meer dan honderd werken voor toneelmuziek, werken voor orkest, harmonieorkest en kamermuziek. Tepper is President van The Long Island Composers Alliance.

## Composities

### Werken voor orkest
- 1946 Concertino, voor hobo en strijkers
- 1951 Symfonie, voor strijkers
- Concertino, voor sopraansaxofoon (of klarinet) en strijkers
- Prelude and Rondo, voor strijkorkest

### Werken voor harmonieorkest
- 1966 Circus overture
- 1979 Dance for Threes
- 1981 For City Spring, voor gemengd koor en harmonieorkest
- 1986 Islip Fanfares 1683-1983
- 1986 Tent Music
- Prelude, Fugue and Kaleidoscope

### Toneelmuziek

#### Musicals
- 2007 Sessions - libretto: van de componist - première: 2007, Peter Jay Sharp Theatre, New York,

### Werken voor koren
- 1952 Spring, the sweet Spring, voor gemengd koor - tekst: Thomas Nashe
- 1954 Climbin' up the Mountain, spiritual voor gemengd koor
- 1954 Rock-a my Soul, spiritual voor gemengd koor
- 1979 Song of Thyrsis, voor gemengd koor - tekst: Philip Morin Freneau
- 1979 The Sycophantic Fox and the gullible Raven, voor gemengd koor - tekst: Guy Wetmore Carryl
- Jewish Wedding Music, voor gemengd koor

### Vocale muziek
- 1961 Five songs from the «Catullus» of William Hull, voor solozang met kamer- of jazz-ensemble
- 1968 Meditations on Blake Songs, voor sopraan en piano - tekst: William Blake
  1. Holy Thursday II
  2. Infant Joy
  3. The Tiger
- 1979 The Toy Flute, voor sopraan, fluit en piano
- 1984 A Shakespeare Garland, voor sopraan, klarinet en piano
  1. Orpheus, with his lute (King Henry VIII)
  2. Spring (Love's Labour's Lost)
  3. Sigh no more, ladies (Much Ado About Nothing)
  4. O mistress mine (Twelfth Night)
  5. Under the greenwood tree (As You Like It)
  6. Blow, blow, thou winter wind (As You Like It)
  7. Come away, come away, death (Twelfth Night)
  8. It was a lover and his lass (As You Like It)
  9. Winter (Love's Labour's Lost)
- Three Shakespeare Songs, voor sopraan en piano
  1. Twelfth Night: O Mistress Mine
  2. Two Gentlemen of Verona: Who is Sylvia?
  3. Tempest: Ariel's Song, Where the Bee Sucks

### Kamermuziek
- 1946 Quartet for Strings (Strijkkwartet)
- 1948 Sonata, voor altviool en piano
- 1952 Suite, voor klarinet en fagot
  1. Rondo
  2. March
  3. Pastorale and Musette
  4. Dialogue
  5. Dance
- 1961 Moorish Drone Dance, voor klarinet en piano
- 1982 Three Inventions on DBH, voor fluit, klarinet en fagot
- 1995 Trio Barocco, voor viool, klarinet en piano

### Werken voor piano
- 1952 Prelude and fugue

### Werken voor klavecimbel
- 1957 Sonata

## Publicaties
- Helen M. Greenwald: Verdi's Patriarch and Puccini's Matriarch: "Through the Looking-Glass and What Puccini Found There",  19th-Century Music, Vol. 17, No. 3 (Spring, 1994), pp. 220–236